# Grande roue de Munich
 (décembre 2022).
La Grande Roue de Munich ou Umadum (signifiant en bavarois « tout autour »), avant juillet 2020 Hi-Sky, est une grande roue ouverte en avril 2019 dans le quartier Werksviertel de Munich à Berg am Laim. Son exploitation est une utilisation provisoire du site sur lequel est prévue la construction de la future salle de concert de Munich.

## Histoire

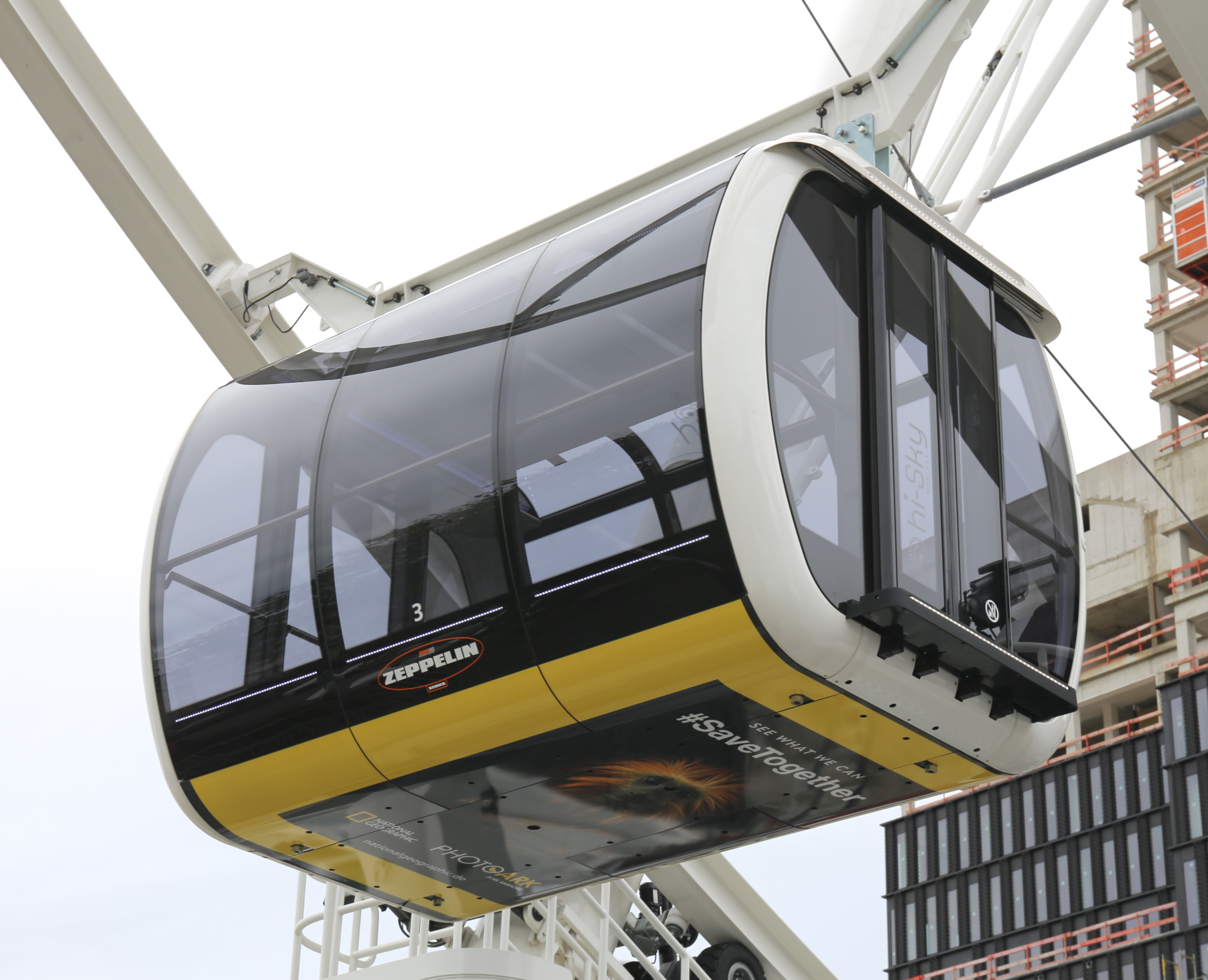
Cabine

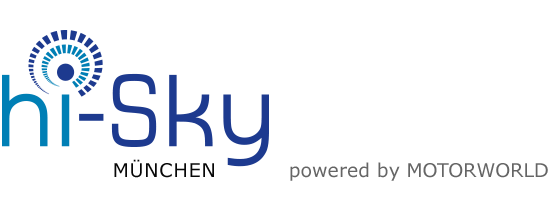
Logo Hi-Sky (2019-2020)

Fin 2018, le groupe Motorworld, en tant qu'opérateur, a été approuvé pour la construction temporaire de la grande roue mobile Hi-Sky Munich sur le site de la future salle de concert de Munich à proximité immédiate de la gare de Munich Ostbahnhof. Il était initialement prévu que la grande roue reste debout pendant au moins deux ans ou jusqu'à ce que la propriété soit nécessaire pour la construction de la salle de concert. La construction au printemps 2019 a duré environ un mois. Elle a ouvert en avril 2019.
La grande roue R80 XL de la société munichoise Maurer a été développée par le designer néerlandais Ron A. Bussink. Elle a une hauteur de 78 mètres, chacune de ses 27 cabines peut accueillir jusqu'à seize personnes. À une vitesse relativement faible de 0,5 km/h, le temps de trajet est de trente minutes. Au sud, une vue sur les Alpes bavaroises est possible et dans toutes les autres directions, il y a une vue panoramique sur Munich et la campagne de Haute-Bavière. Toutes les cabines peuvent être réservées en privé, il y a aussi une gondole VIP pour des événements, tels que des réunions. Un petit-déjeuner à la saucisse blanche de Munich peut être réservé dans l'une des cabines. La salle d’attente est couverte par une construction transparente pour protéger les visiteurs de la pluie et de la neige.

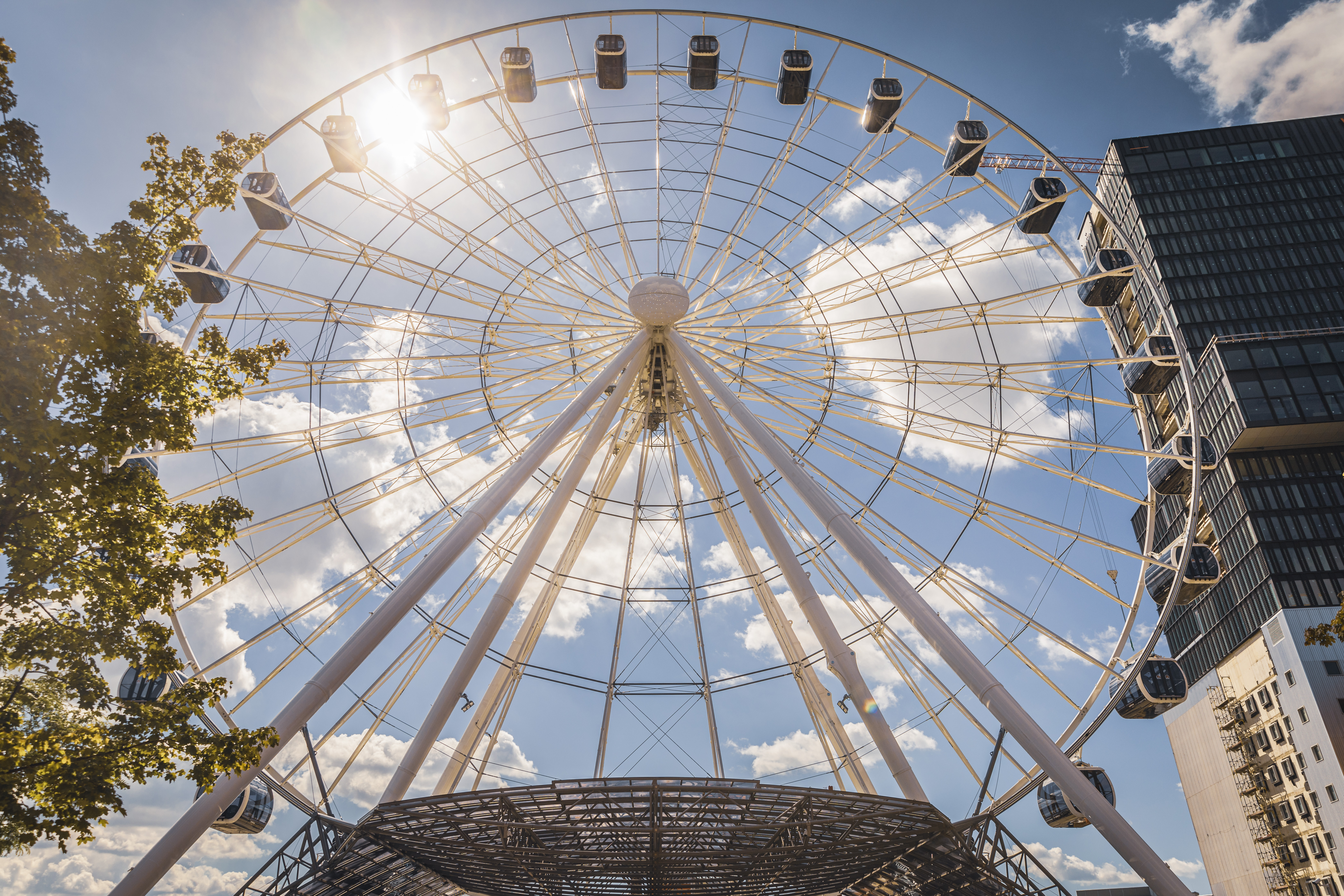
Umadum (juillet 2020)

L'Umadum est la plus grande grande roue d'Allemagne. Selon le Süddeutsche Zeitung, c'était aussi la plus grande grande roue mobile du monde lors de son ouverture.
L'opérateur était initialement Motorworld Munich. À compter de juillet 2020, un nouvel exploitant a repris le site, qui fonctionnait désormais sous le nom d'Umadum (en bavarois pour tout autour) et devait initialement être exploitée sur son site jusqu'au printemps 2022. Le 8 Juillet 2022, un concert pour la nouvelle salle de concert a eu lieu devant la grande roue. Des discussions sont en cours afin de lui trouver par la suite un nouvel emplacement.